# Jazdkart II.
Jazdkart II. byl perský velkokrál z rodu Sásánovců vládnoucí v letech 439–457. Jeho otcem byl král Bahrám V. Gór (vládl v letech 421–439), syny pozdější králové Hormizd III., Péróz I. a Valgaš.
Jazdkartovo osmnáctileté panování vyplňuje téměř nepřetržitý sled vnitropolitických a zahraničněpolitických konfliktů, které sásánovský stát značně oslabily. Zahájila je stejně jako v případě Bahráma V. válka s východořímskou říší, probíhající v letech 440/441–442. Peršané v ní ani tentokrát nedosáhli ničeho, co by stálo za zmínku, a brzy uzavřeli s císařem Theodosiem II. mír, snad dokonce zpečetěný spojenectvím proti společným nepřátelům.
Na severovýchodní hranici pokračovaly v příštích letech boje s Hefthality, etnikem, které od počátku 5. století opakovaně vpadalo na území říše. Jazdkartovi se jen s obtížemi podařilo nastolit v oblasti pořádek, moc Hefthalitů však nebyla ani v nejmenším zlomena.
Vnitropoliticky se Jazdkartova vláda vyznačovala intenzivní perzekucí křesťanů a nově nyní i židů, kteří se dosud těšili relativní náboženské svobodě. Židům zakázal svěcení šabatu a též jim zakázal pronášet každodenní modlitbu Šma a pověřil zvláštní dozorce, aby dohlíželi na to, že se tento zákaz bude v každé synagoze dodržovat. Coby stoupenec manicheismu si dal Jadzkart II. především za cíl to, aby z cizích náboženství vykořenil ideu monoteismu a nauku o stvoření světa ex nihilo.
Snaha prvního ministra Mihry Narsého zavést v Arménii zarathuštrismus vyvolala roku 450 vzpouru, která musela být potlačována královskými jednotkami a provázely ji rozsáhlé násilnosti. V roce Jazdkartovy smrti (457) byly poměry v říši všechno jiné než urovnané.